# استاری کائینلیک
استاری کائینلیک (انگلیسی: Stary Kainlyk) یک شهرک در شهرستان کراسنوکامسکی استان باشقیرستان کشور روسیه است.